# Facultad de Teología de la Unión Evangélica Bautista de España
Facultad de Teología de la Unión Evangélica Bautista de España (FTUEBES) o Seminario Teológico UEBE es un colegio bíblico bautista, en Alcobendas, Comunidad de Madrid, España. Él está afiliado a la Unión Evangélica Bautista de España.

## Historia
En 1922, el Instituto Teológico Bautista es fundado en Barcelona por una misión americana de la Junta de Misiones Internacionales.
En 1976, la escuela se traslada de Barcelona a la ciudad de Alcobendas, en la Comunidad de Madrid.
En 1997, la escuela toma el nombre de Seminario Teológico UEBE.

## Programas
The seminary offers two accredited degree programs: Bachelor of Theology and Master of Theology.